# Stickering

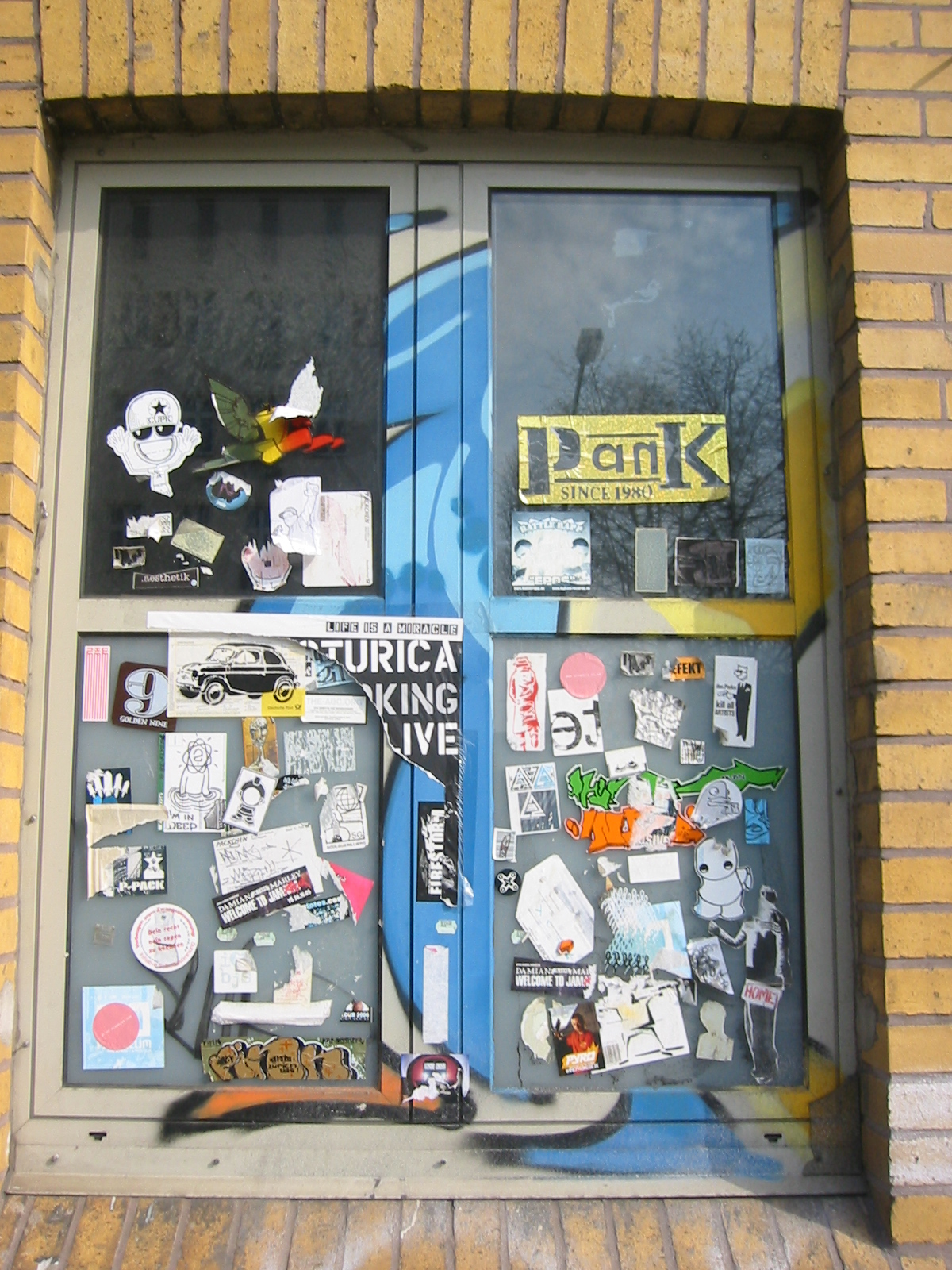
Adesivi nella città di Berlino.

Lo stickering, da non confondersi con la sticker art, che non ha fini di lucro o promozionali, è una strategia di marketing che consiste nell'affiggere enormi quantità di adesivi di piccole dimensioni (sticker), raffiguranti il logo di un'azienda o di un prodotto, in spazi pubblici e di grande affluenza.

## Caratteristiche e diffusione del fenomeno
Negli ultimi tempi questo fenomeno, posto in essere oltre che da aziende private anche da attivisti e artisti che promuovono le loro idee e le loro opere a costi molto contenuti, ha registrato un vertiginoso aumento nelle principali città italiane. 
È una forma di comunicazione rapida e incentrata sull'immagine, il cui obiettivo è quello di ottenere una grande visibilità e di indurre l'osservatore a ricordare il disegno, il logo, l'icona o il messaggio da esso veicolato, portandolo in alcuni casi, se egli è particolarmente curioso, a informarsi ulteriormente sul significato che lo sticker rappresenta.

## Contributo del fenomeno al degrado urbano
L'attività pubblicitaria svolta attraverso la tecnica dello stickering ha assunto in alcune città, come Roma, proporzioni notevoli, tanto da contribuire in maniera sostanziosa al degrado urbano di molte zone.  Il fenomeno viene trascurato dagli amministratori cui movimenti di cittadini rivolgono critiche di lassismo, in considerazione del fatto che le affissioni abusive sarebbero perseguibili risalendo al concessionario attraverso il numero di telefono stampato sugli adesivi.  Intere zone vengono letteralmente ricoperte da migliaia di adesivi, spesso riconducibili ad attività di sgombero cantine o manutenzione di saracinesche, affissi sui portoni, cancelli, cassonetti e arredi urbani, determinando un impatto visivo degradante.